# Emmanuelle Charpentier
Emmanuelle Marie Charpentier, francoska mikrobiologinja, genetičarka in biokemičarka, nobelovka, * 11. december 1968, Juvisy-sur-Orge, Francija.
Študirala je na Institutu Pasteur, trenutno pa dela v Berlinu, kjer vodi raziskovalni oddelek za znanosti o patogenih organizmih na Inštitutu Maxa Plancka, ki ga je sama ustanovila leta 2018. Leta 2020 je skupaj z ameriško biokemičarko Jennifer Doudna z Univerze Kalifornije v Berkeleyu prejela Nobelovo nagrado za kemijo, in sicer za razvoj genskega inženiringa CRISPR/cas9. S tem sta postali šele 6. in 7. ženska, ki sta prejeli to ugledno nagrado za kemijo in prvi ženski, ki sta si Nobelovo nagrado razdelili. 

## Življenje in delo

### Otroštvo in izobrazba
Rojena je bila leta 1968 v mestu Juvisy-sur-Orge, nedaleč od Pariza v Franciji in je študirala biokemijo, mikrobiologijo in genetiko na Univerzi Pierra in Marie Curie (Fakulteta za znanost na Sorboni) v Parizu. Podiplomski študij je med leti 1992 in 1995 nadaljevala na Inštitutu Pasteur, kjer je tudi doktorirala. Njeno doktorsko delo je obsegalo raziskovanje molekulskih mehanizmov, vpletenih v pojav odpornosti na antibiotike. 

### Znanstvena kariera
Charpentierjeva je delala kot asistentka na Univerzi Pierra in Marie Curie med leti 1993 in 1995. Leta 1995 je postala podoktorska sodelavka na Inštitutu Pasteur in to delo opravljala do leta 1996, ko se je preselila v Združene države Amerike, kjer je nadaljevala delo podoktorske sodelavke na Univerzi Rockefeller v New Yorku (1996/97). V tem času je delala v laboratoriju mikrobiologinje Elaine Toumanen, ki je raziskovala, kako bakterija iz družine Streptococcus pneumoniae uporabi mobilni genetski material, da spremeni svoj genom. Pomagala je tudi pri demonstraciji razvoja odpornosti te bakterije (S. pneumoniae) na vankomicin.
Po petih letih v ZDA se je Carpentierjeva vrnila v Evropo in postala vodja laboratorija in gostujoča profesorica na Inštitutu za mikrobiologijo in genetiko Univerze na Dunaju (2002-04). Leta 2004 je objavila svoje odkritje molekule RNA, ki je udeležena pri regulaciji sinteznega faktorja virulence v Streptococcus pyogenes. Med leti 2004 in 2006 je bila vodja laboratorija in gostujoča profesorica na oddelku za mikrobiologijo in imunobiologijo. Leta 2006 postane docentka mikrobiologije in prejme svojo habilitacijo v centru za molekulsko biologijo. Med leti 2006 in 2009 je delala kot vodja laboratorija in redna profesorica v Max F. Perutz Labs.
Nato se je preselila na Švedsko in postala vodja laboratorija in docentka v MIMS (Laboratory for Molecular Infection Medicine Sweden) na Univerzi v Umei. Med leti 2008 in 2013 je bila vodja skupine, z letom 2014 pa postala gostujoča profesorica in to delo opravljala do leta 2017. Donacije fundacije Kampe ter fundacije Knuta in Alice Wallenberg so ji omogočile, da je ponudila delo številnim mladim raziskovalcem v raziskovalnih skupinah znotraj laboratorija MIMS. 
Po selitvi v Nemčijo je leta 2015 sprejela ponudbo nemške Družbe Maxa Plancka in postala znanstvena sodelavka družbe in direktorica na Inštitutu Maxa Plancka za infekcijsko biologijo v Berlinu. Od leta 2016 predava kot častna profesorica na Humboldtovi univerzi v Berlinu in od leta 2018 deluje kot ustanovna direktorica oddelka za znanost patogenov v Družbi Maxa Plancka.

### CRISPR/Cas9
Carpentierjeva je javnosti najbolj znana zaradi dešifriranja molekularnih organizmov v bakterijskem "imunskem sistemu", ki omogoča bakterijam učinkovito obrambo proti virusni DNK ti. metode genskega inženiringa CRISPR-CAS9, znane tudi kot »genske škarje«. Odkrila je namreč nov mehanizem za dozorevanje nekodirane RNA, kar je ključnega pomena pri funkciji CRISPR/Cas9. Posebej je demonstrirala, da je majhni del RNA, z imenom tracrRNA ("trans-activating crispr RNA"), ki jo nekatere molekule uporabljajo za zaščito, tako da izločijo virusni DNK, ključen pri dozorevanju crRNA ("crispr RNA").
Leta 2011 je spoznala Američanko Jennifer Doudna na raziskovalni konferenci in z njo začela sodelovati, skupaj sta zgoraj opisani proces poustvarili v epruveti. Odkritja ob sodelovanju njunih laboratorijev so pokazala, da je delovanje sistema CRISPR sestavljeno iz majhnega dela RNK in proteina Cas9, ki DNK razreže na kateremkoli mestu, kamor ga usmeri kratka veriga RNK. CRISPR torej deluje kot inteligentne škarje, ki se zapeljejo na določeno mesto v genomu in ga razrežejo, če je treba, tudi na več mestih hkrati, z relativno lahkoto. S pomočjo te metode lahko torej znanstveniki popravijo oziroma zamenjajo gene kateregakoli organizma.
Najobetavnejša in najzanimivejša uporaba metode CRSPR je zdravljenje. RNK, ki se pripelje na določeno mesto v genomu, gen razreže in ga na ta način deaktivira. Lahko pa ob rezanju pripelje tudi nov DNK, ki ga nato celični aparat vstavi na razrezano mesto. Tako se lahko popravljajo določene mutacije, ki se pojavijo pri nekaterih boleznih.
Metoda pa je uporabna tudi v industriji oz. kmetijstvu, med drugim je pripomogla k boljši odpornosti pridelkov na plesni in sušo. Urejanje genoma je sicer mogoče že od 80. let dvajsetega stoletja, a je bilo pogosto neučinkovito in zamudno. Razvoj genskih škarij leta 2012 pa je omogočil spremembe v le nekaj tednih.
Leta 2013 je skupaj s Shaunom Foyem in Rodgerjem Novakom soustanovila CRISPER Terapeutics in ERS Genomics.

### Nagrade in dosežki
- 2009 – nagrada Theodorja Körnerja za znanost in kulturo
- 2011 – nagrada Fernströma za mlade in obetavne znanstvenike
- 2014 – nagrada Görana Gustafssona za molekularno biologijo (Kraljeva švedska akademija znanosti)
- 2014 – nagrada dr. Paula Janssena za biomedicinske raziskave (skupaj z Jennifer Dudna)
- 2015 – revija Time 100 najbolj vplivnih ljudi na svetu (skupaj z Jennifer Dudna)
- 2015 – nagrada Louisa-Jeanteta za medicino
- 2015 – nagrada Ernsta Junga za medicino
- 2015 – nagrada princese Asturije (skupaj z Jennifer Doudna)
- 2015 – nagrada Massry
- 2016 – medalja Otta Warburga
- 2016 – nagrada L’Oréal-UNESCO "za ženske v znanosti"
- 2016 – Leibnizova nagrada nemške raziskovalne fundacije
- 2016 – mednarodna nagrada Canada Gairdner  (skupaj z Jennifer Doudna in Feng Zhangom)
- 2016 – nagrada fundacije Warrena Alperta
- 2016 – nagrada Paula Ehrlicha in Ludwiga Darmstaedterja (skupaj z Jennifer Doudna)
- 2016 – nagrada Tang (skupaj z Jennifer Doudna in Feng Zhangom)
- 2016 – nagrada HFSP Nakasone (skupaj z Jennifer Doudna)
- 2016 – nagrada Meyenburg
- 2016 – medalja Wilhelma Exnerja
- 2016 – nagrada Johna Scotta
- 2017 – nagrada fundacije BBVA- Frontiers of Knowledge (skupaj z Jennifer Doudna in Franciscom Mojica)
- 2017 – red Pour le Mérite
- 2018 – Kavlijeva nagrada iz nanoznanosti
- 2018 – nagrada Harvey (skupaj z Jennifer Doudna in Feng Zhangom)
- 2019 – Knight Commander's Cross of the Order of Merit of the Federal Republic of Germany
- 2020 – Wolfova nagrada za medicino (skupaj z Jennifer Doudna)
- 2020 – Nobelova nagrada za kemijo (skupaj z Jennifer Doudna)

#### Nobelova nagrada za kemijo
Kot je pojasnil Nobelov odbor, lahko znanstveniki s tehnologijo CRISPR/Cas9, spreminjajo DNK živali, rastlin in mikroorganizmov z izredno veliko natančnostjo. Ta tehnologija je revolucionarno vplivala na znanosti o življenju, prispevala k novim terapijam za zdravljenje raka in bi lahko uresničila sanje o zdravljenju dednih bolezni. Emmanuelle Charpentier in Jennifer Doudna sta razvili orodje, s katerim lahko na novo napišemo kodo življenja, so v obrazložitvi pojasnili pri Nobelovem odboru Kraljeve švedske akademije znanosti. Možnost, da lahko razrežemo DNK na točno določenem mestu, je po navedbah odbora povzročila revolucijo v znanostih o življenju. Zdaj lahko urejamo genome, kot želimo, kar je bilo prej nepredstavljivo. "Genske škarje so bile odkrite pred le osmimi leti, a so že zelo koristile človeštvu. Samo predstavljamo si lahko, kako bi lahko to kemično orodje uporabili v prihodnosti," so dodali. Znanstvenici sta z Nobelovo nagrado za kemijo posledično dobili tudi denarno nagrado v vrednosti deset milijonov švedskih kron oz. 950.000 evrov, ki si jo bosta razdelili.